# Gianpiero Fiorani
Gianpiero Fiorani (* 12. September 1959 in Codogno, Italien) ist ein früherer italienischer Bankmanager und neben vor allem Antonio Fazio eine der Hauptfiguren in dem italienischen Bankenskandal um die versuchte Übernahme der Banca Antonveneta im Jahr 2005, in Italien als „Bancopoli“ bezeichnet.
Fiorani war der Chef der italienischen Regionalbank Banca Popolare di Lodi in der lombardischen Provinzhauptstadt Lodi. Als die niederländische Bank ABN Amro im Jahr 2005 ein öffentliches Übernahmeangebot für die Banca Antonveneta abgab, traf dies auf die Ablehnung des italienischen Zentralbankchefs Antonio Fazio, der die notwendigen Genehmigungen verweigerte bzw. das Verfahren zum Nachteil von ABN Amro verzögerte. In dieser Situation gab die von Fiorani geführte Banca Popolare di Lodi ein konkurrierendes Übernahmeangebot für die wesentlich größere Banca Antonveneta ab. Die Zentralbank legte diesem Angebot keine Steine in den Weg, obwohl in der Presse sehr bald Zweifel daran geäußert wurden, ob das Institut von Fiorani über die notwendigen Ressourcen für eine Übernahme dieser Größenordnung verfügte.
ABN Amro verfolgte den Erwerb von Antonveneta auch gegen den Widerstand der in Italien gleichzeitig als Bankenaufsicht fungierenden Zentralbank weiter. ABN Amro ging den Verfahrensweg und mobilisierte auch die Unterstützung der Europäischen Kommission. Die Wahrnehmung des Verhaltens von Fazio als willkürlich und die Kritik der Europäischen Kommission führten schließlich dazu, dass Fazio zurücktreten musste, als der Inhalt von Telefonaten zwischen Fazio und Fiorani bekannt wurde. Gleichzeitig verdichteten sich Zweifel an den Bilanzverhältnissen der in Vorwegnahme der angestrebten Vergrößerung in Banca Popolare Italiana umbenannten Bank von Fiorani. Wie sich erwies, hatte Fiorani durch komplexe Transaktionen das Eigenkapital seiner Bank erheblich geschönt, um seinen expansiven Kurs zu ermöglichen. Auch wurden dubiose Maßnahmen zur Verbesserung der Ertragslage der Bank aufgedeckt.
Im Dezember 2005 wurde Fiorani schließlich verhaftet, kam aber bald darauf wieder frei. Die Banca Popolare Italiana musste von anderen Banken des italienischen kooperativen Banksektors aus der von Fiorani herbeigeführten Schieflage gerettet werden. Fiorani und Fazio müssen sich mittlerweile wegen der damaligen Vorgänge vor Gericht verantworten.